# 로마의 고대 건축물 목록
이 문서에서는 이탈리아 로마에 있는 로마 공화국과 로마 제국 시대의 고대 건축물 목록에 대해 다룬다.

#### 포룸 로마눔

포룸 로마눔

## 문화

### 원형경기장

콜로세움

- 칼리굴라 원형경기장
- 카스트렌시아누스 원형경기장
- 콜로세움
- 네로 원형경기장
- 스타틸리우스 타르투스 원형경기장

### 욕장

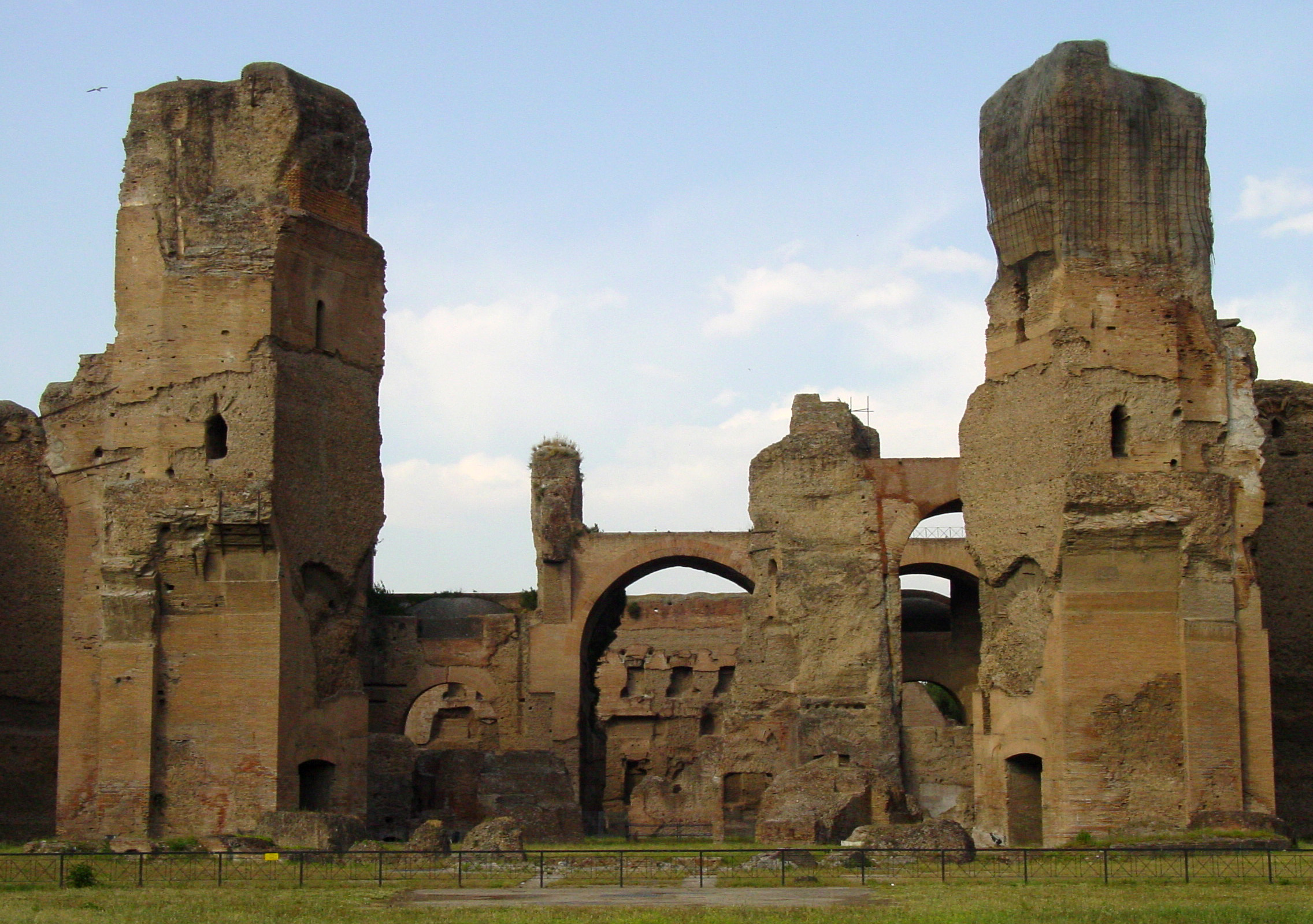
카라칼라 욕장

- 아그리파 욕장
- 카라칼라 욕장
- 콤모두스 욕장
- 콘스탄티누스 욕장
- 데시우스 욕장
- 디오클레티아누스 욕장
- 도미티아누스 욕장
- 리시니우스 수라 욕장
- 네로 알렉산더 욕장
- 셉티미우스 세베루스 욕장
- 티투스 욕장
- 트라야누스 욕장

### 원형극장

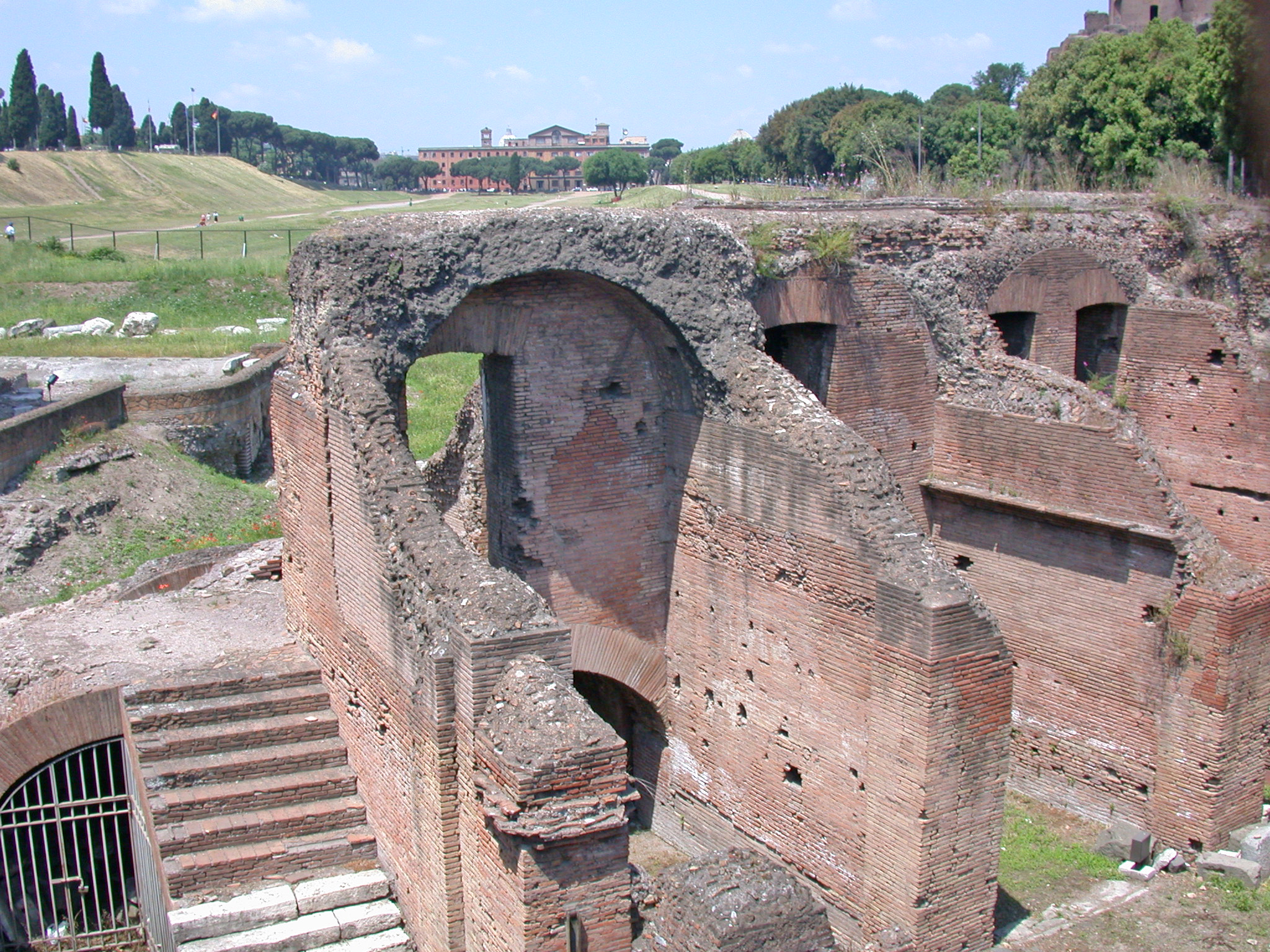
키르쿠스 막시무스

- 키르쿠스 플라미니우스
- 키르쿠스 막시무스
- 키르쿠스 마젠티우스
- 키르쿠스 네로
- 키르쿠스 바리아누스

### 정원
- 호르티 아실리움
- 호르티 아그리피나이
- 호르티 케사리스
- 호르티 도미티에이
- 호르티 라미아니
- 호르티 리시니아니
- 호르티 롤리아니
- 루쿨루스 정원
- 메세나스 정원
- 호르티 폼페이아니
- 살루스티우스 정원
- 호르티 타우리아니

### 주랑 현관 (포르티코)

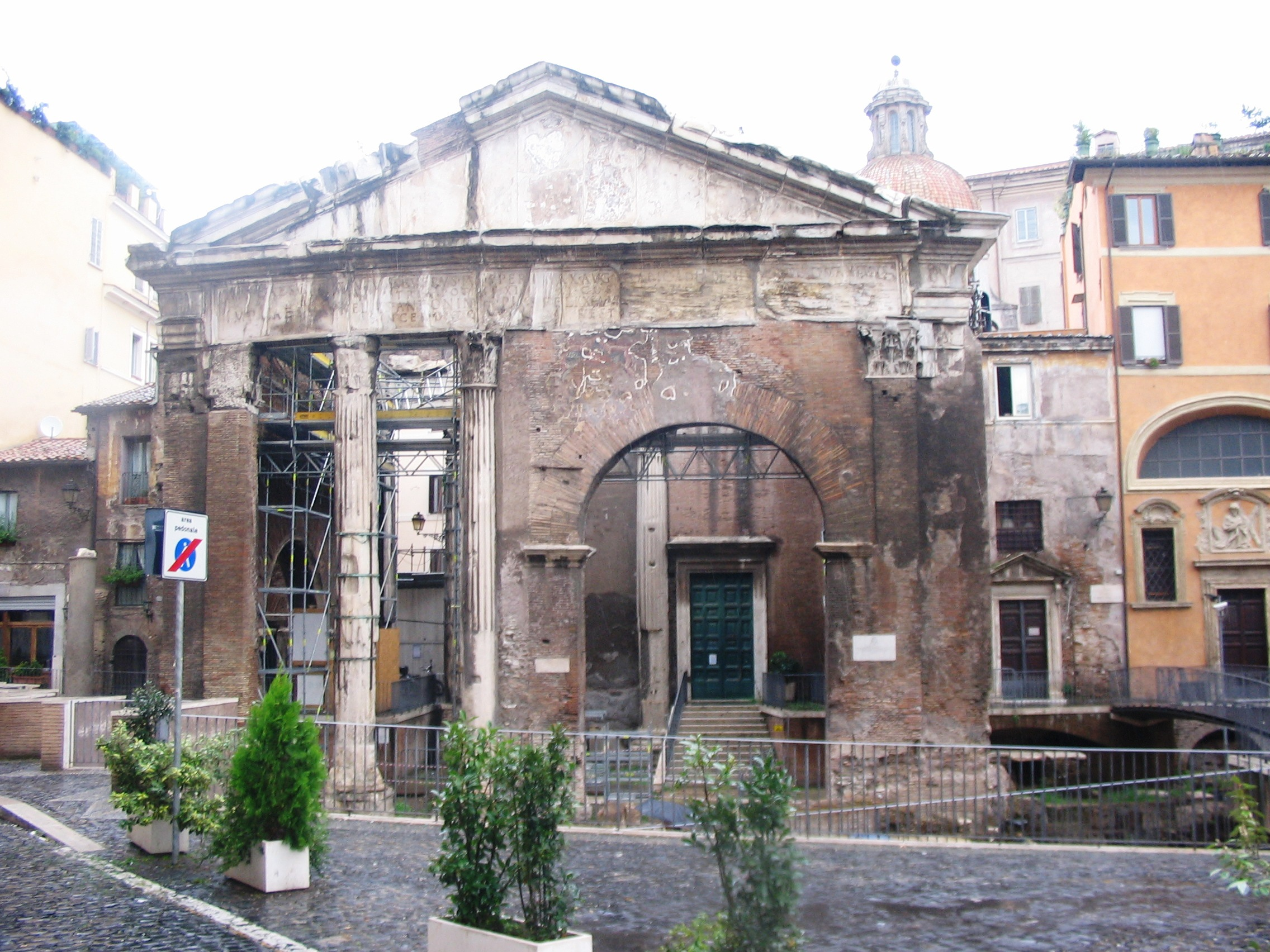
포르티쿠스 옥타비아

- 포르티쿠스 에이밀리아
- 포르티쿠스 데오룸 콘센티움
- 포르티쿠스 리비아
- 포르티쿠스 옥타비아
- 포르티쿠스 옥타베
- 포르티쿠스 비프산시아

### 극장

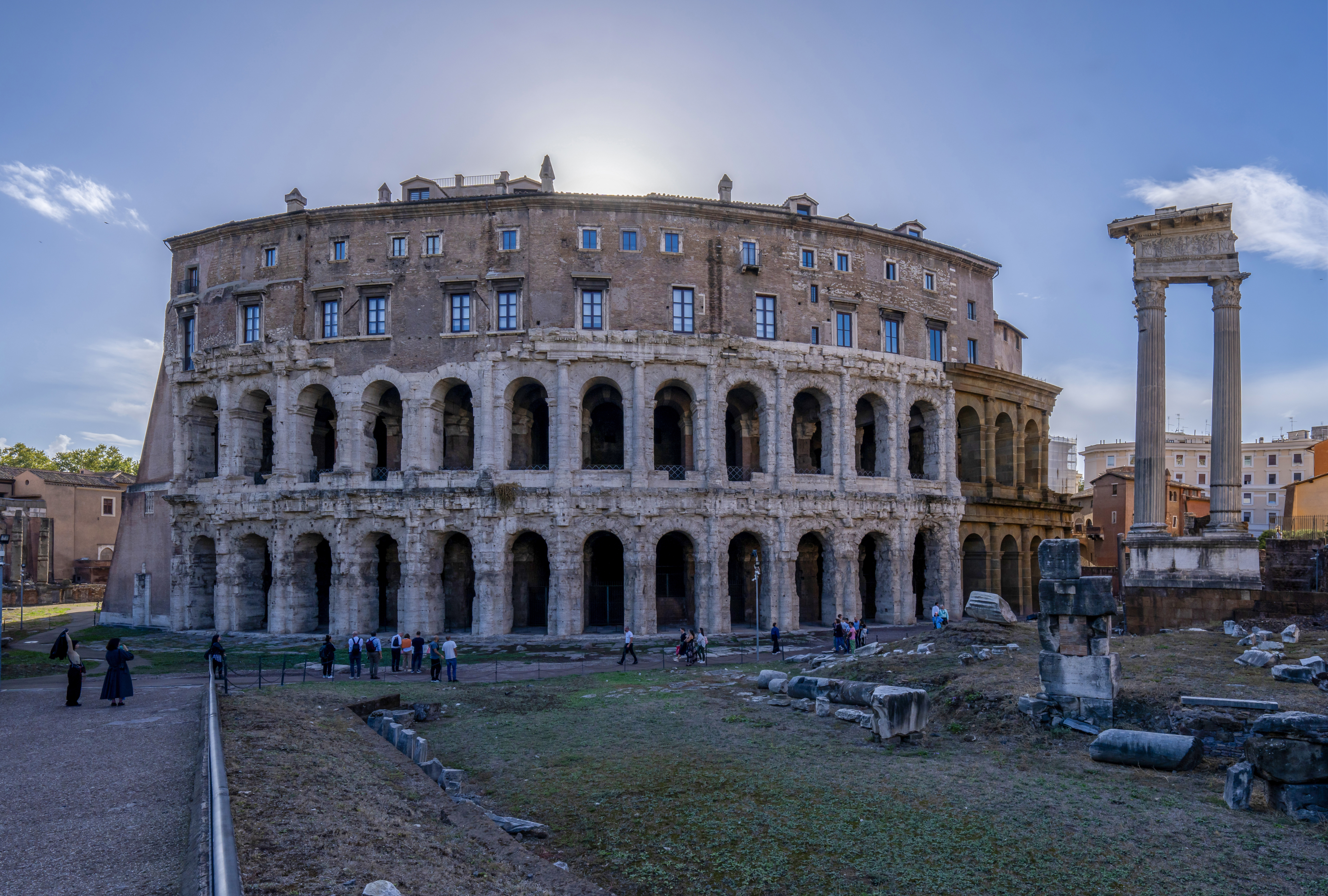
마르셀루스 극장

- 발부스 극장
- 마르셀루스 극장
- 폼페이 극장

### 그 이외
- 루두스 마그누스
- 도미티안 극장
- 셉타 줄리아
- 셉티조디움
- 도미티안 경기장

## 경제및정치

### 교회

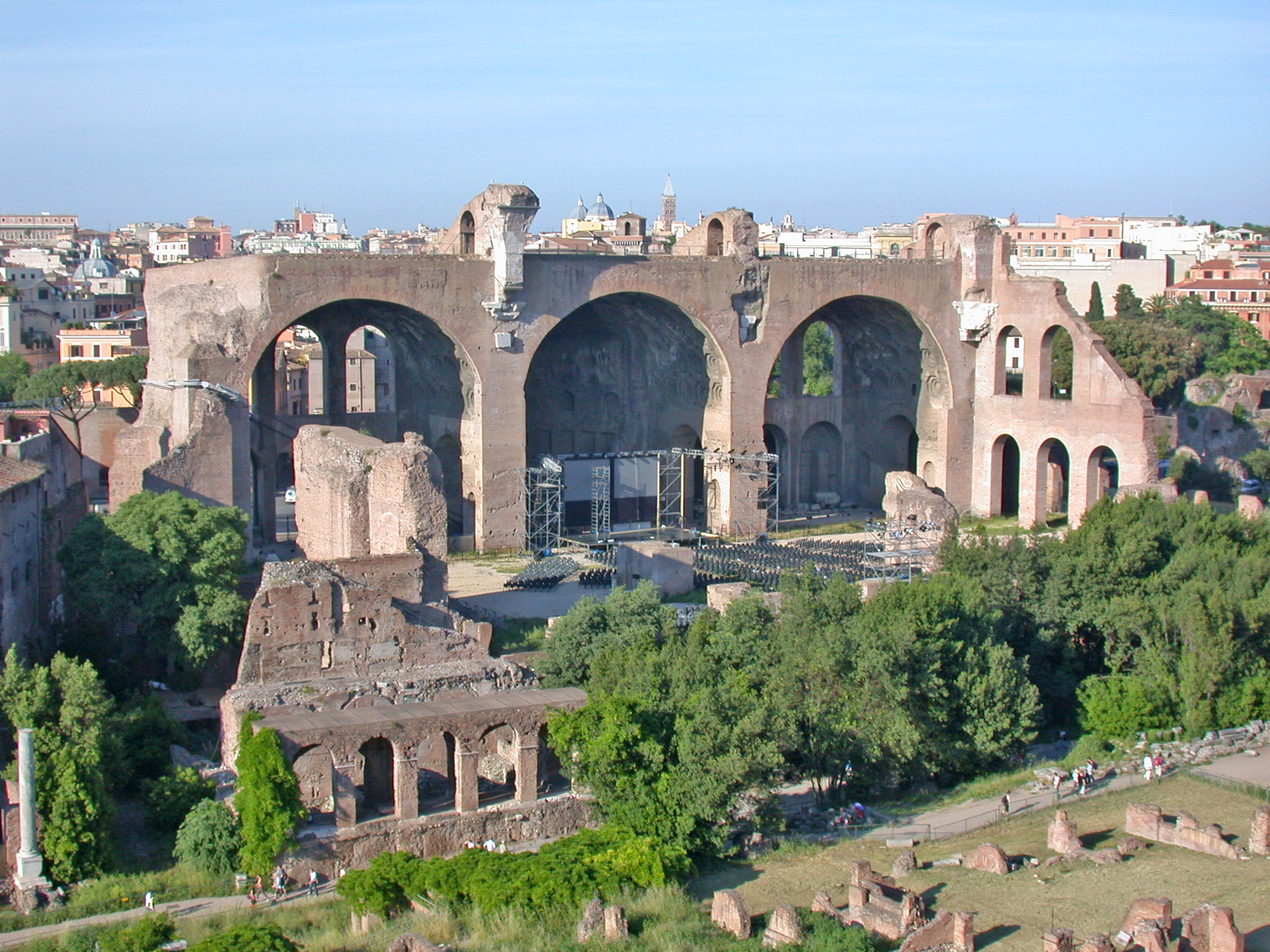
막센티우스 바실리카

- 에이밀리아 교회
- 아젠타리아 교회
- 풀비아 교회
- 줄리아 교회
- 유니우스 바수스 교회
- 막센티우스 바실리카
- 넵튠 교회
- 오피미아 교회
- 포르시아 교회
- 셈프로니아 교회
- 울피아 교회

### 포룸

#### 포룸 베나리움
- 보아리움 포룸
- 홀리토리움 포룸
- 피스카리움 포룸
- 피스토리움 포룸
- 수아리움 포룸
- 비나리움 포룸

### 시장
- 트라야누스 시장

### 궁전

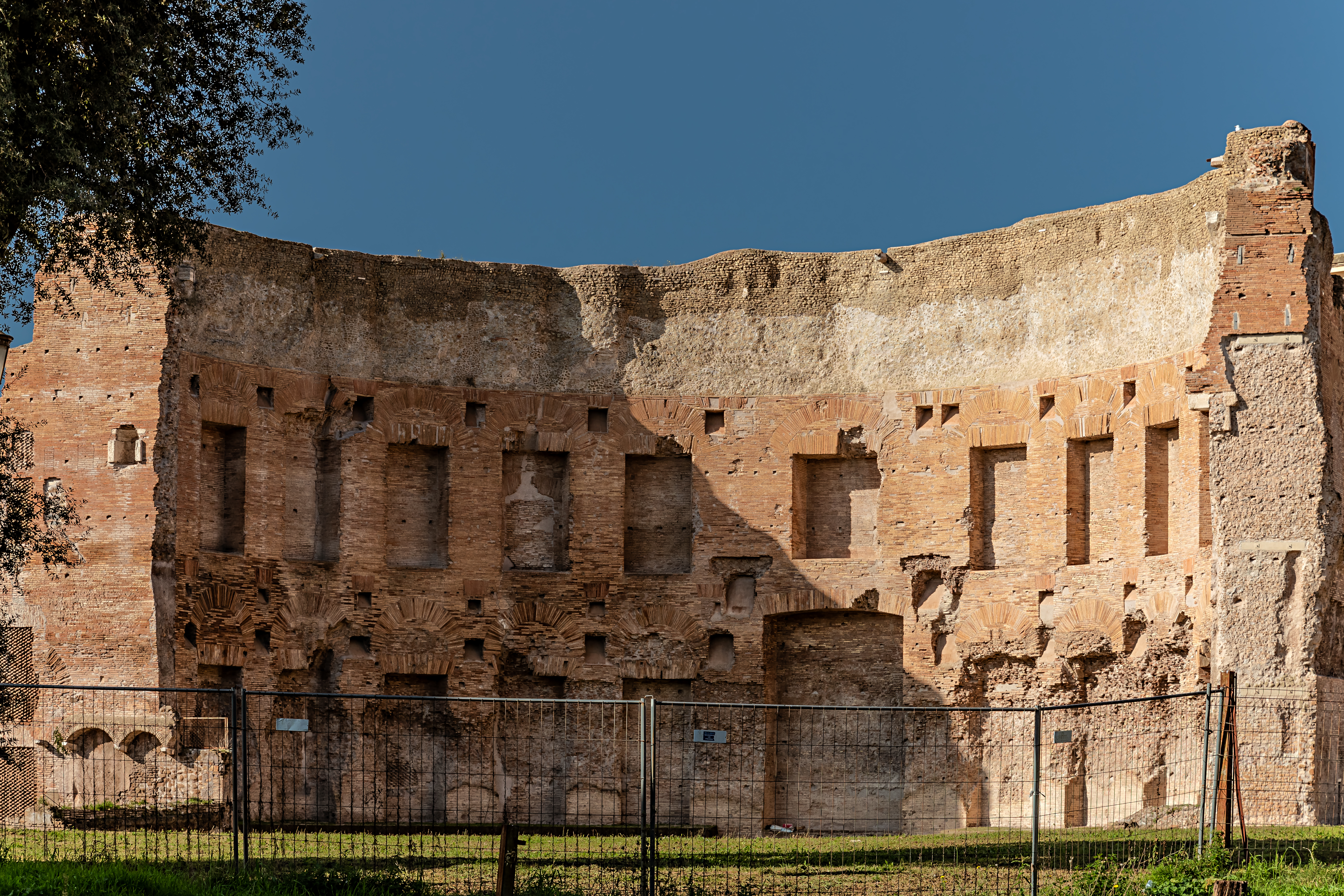
도무스 아우레아

- 도무스 아우레아
- 플라비아 궁전
- 아우구스투스 궁전
- 티베리우스 궁전

### 상점
- 마르켈룸 리비에이

## 기초 시설

### 수도교

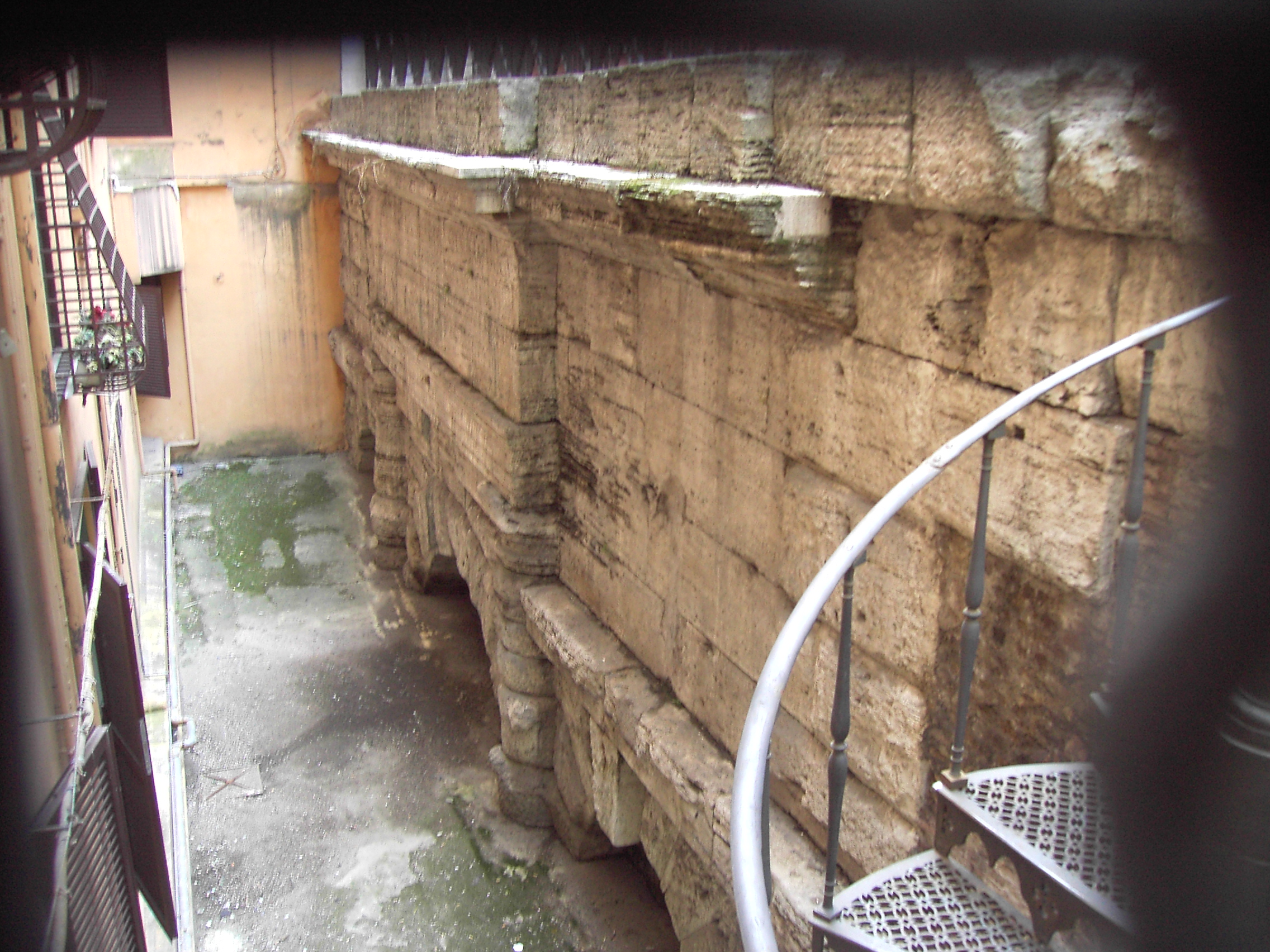
아쿠아 비르고

- 아니오 노부스
- 아니오 베투스
- 아쿠아 알렉산드리나
- 아쿠아 알시에티나
- 아쿠아 아피아
- 아쿠아 아우구스타
- 아쿠아 클라우디아
- 아쿠아 줄리아
- 아쿠아 마르키아
- 아쿠아 마르티아
- 아쿠아 테풀라
- 아쿠아 트라이아나
- 아쿠아 비르고

### 다리

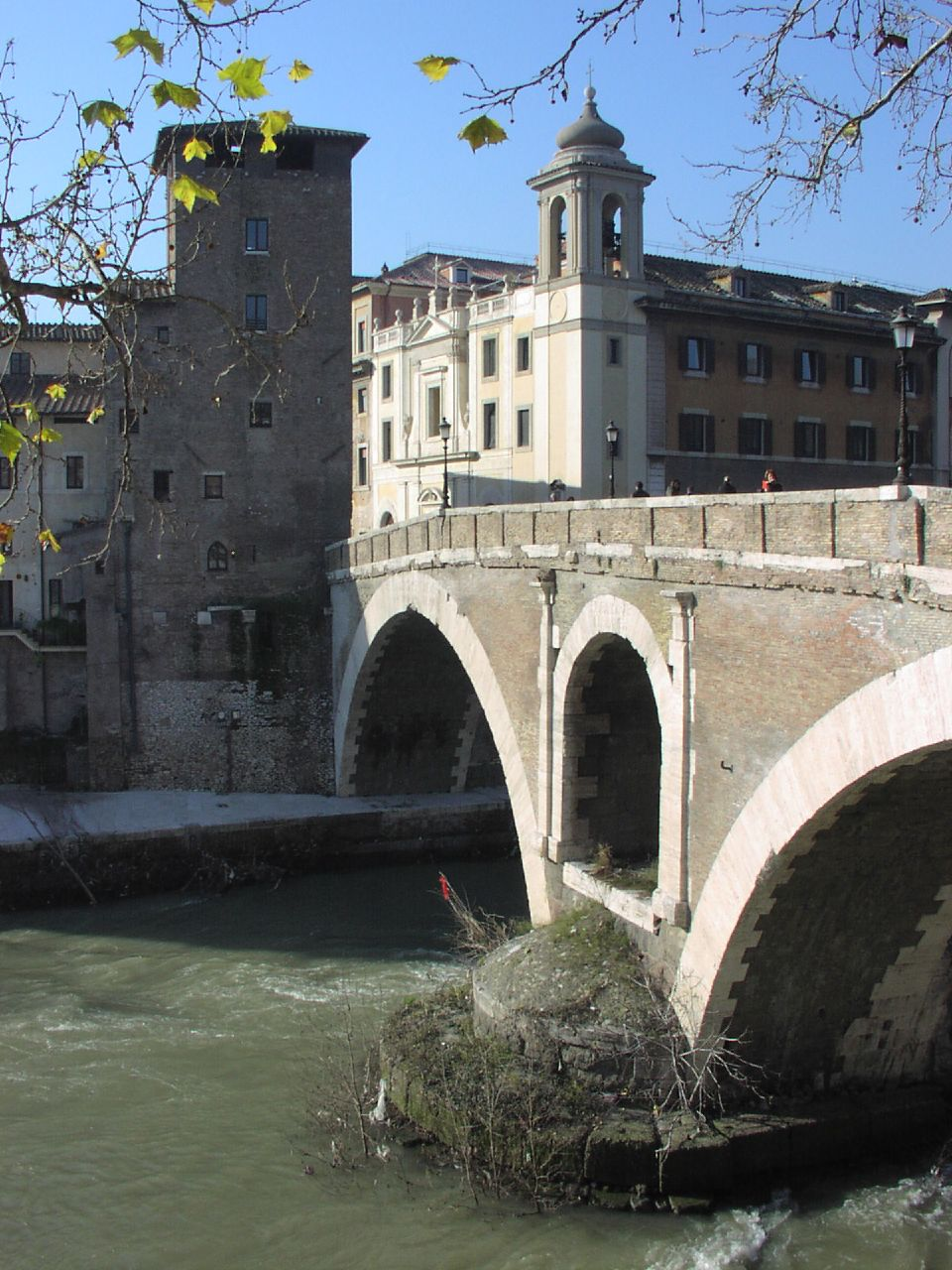
파브리시우스 다리

- 아일리우스 다리
- 아밀리우스 다리
- 아그리파이 다리
- 아우렐리우스 다리
- 세스티우스 다리
- 파브리시우스 다리
- 밀비우스 다리
- 네로니아누스 다리
- 프로비 다리
- 수블리시우스 다리

### 공동묘지
- 로마의 카타콤
- 폼포니우스 힐라스 지하묘지
- 에스퀼리니우스 네크로폴리스

### 분수
- 메타 수단스

### 군사
- 카스트라 프라이토리아

### 도로
- 알타 세미타
- 아르길레티움
- 클리부스 팔라티누스
- 아피아 가도
- 아르디아티나 가도
- 아시나리아 가도
- 아우렐리아 가도
- 코르넬리아 가도
- 플라미니아 가도
- 라티나 가도
- 비아 라타 가도
- 라비니아 가도
- 오스티엔시스 가도
- 포르투엔시스 가도
- 사크라 가도
- 살라리아 가도
- 티부르티나 가도
- 비쿠스 유가리우스
- 비쿠스 투스쿠스

### 하수관
- 클로아카 막시마

### 성벽과 대문

마조레 문과 에우리사케스 무덤

- 로물루스 성벽
- 세르비아누스 성벽
  - 카일리몬타나 문
  - 카페나 문
  - 카르멘탈리스 문
  - 콜리나 문
  - 에스퀼리나 문
  - 플루멘타나 문
  - 폰티나리스 문
  - 나베르날리스 문
  - 나이비아 문
  - 퀘르케툴라나 문
  - 퀴리날리스 문
  - 라두스쿨라나 문
  - 살루타리스 문
  - 산콸리스 문
  - 트리게미나 문
  - 비미날리스 문
- 아우렐리아누스 성벽
  - 아피아 문
  - 아르디아티나 문
  - 아시나리아 문
  - 아우렐리아 판크라지아나 문
  - 아우렐리아-산크티 페트리 문
  - 클라우사 문
  - 플라미니아 문
  - 라티나 문
  - 프라이네스티나 문
  - 메트로니아 문
  - 노멘타나 문
  - 오스티엔시스 문
  - 핀시아나 문
  - 프라이토리아나 문
  - 프린시팔리스 덱스테라 문
  - 포르투엔시스 문
  - 살라리아 문
  - 셉티미아니아 문
  - 티부르티나 문

## 기념물

### 개선문
- 아르쿠스 아겐타리오룸

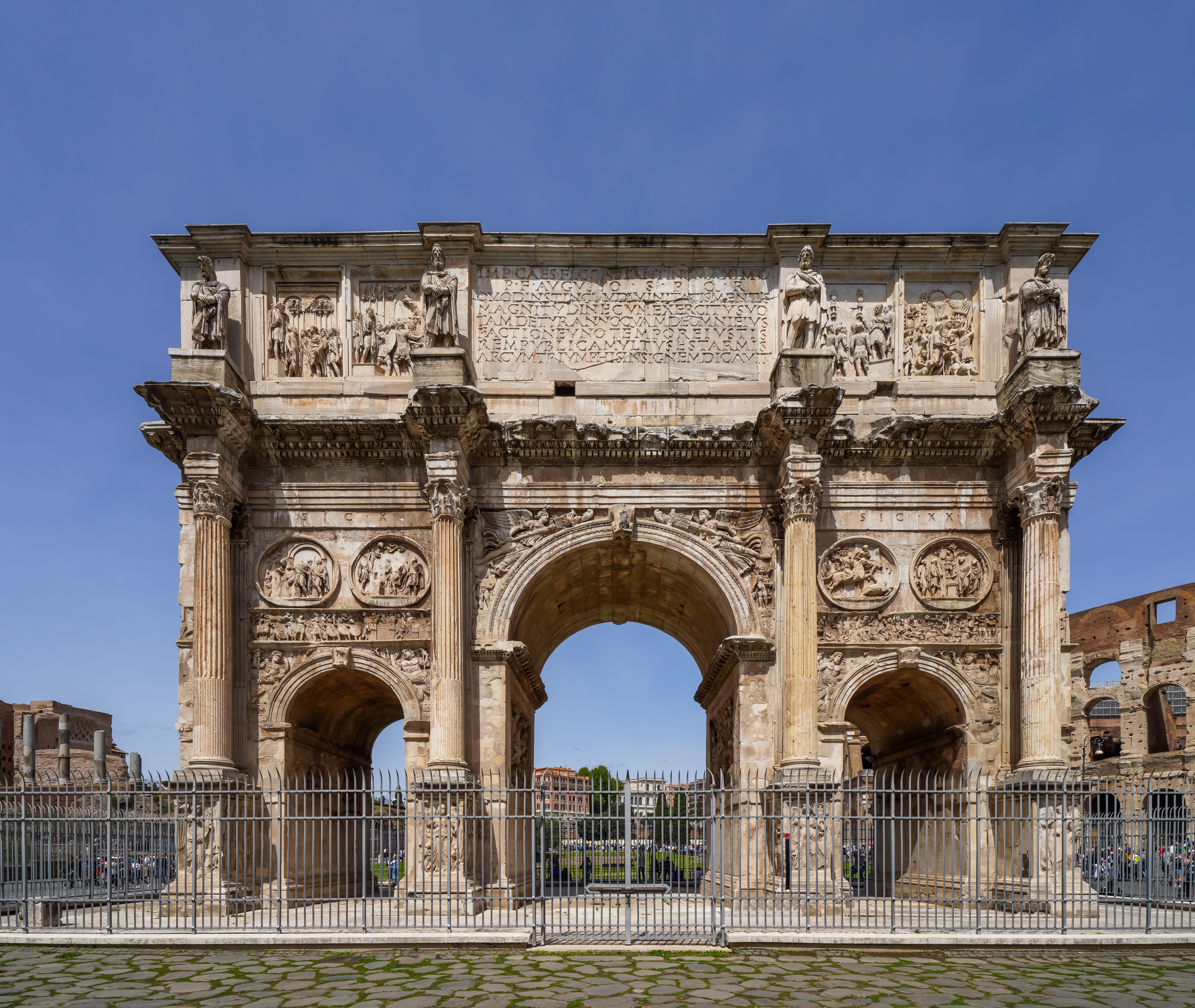
콘스탄티누스 개선문

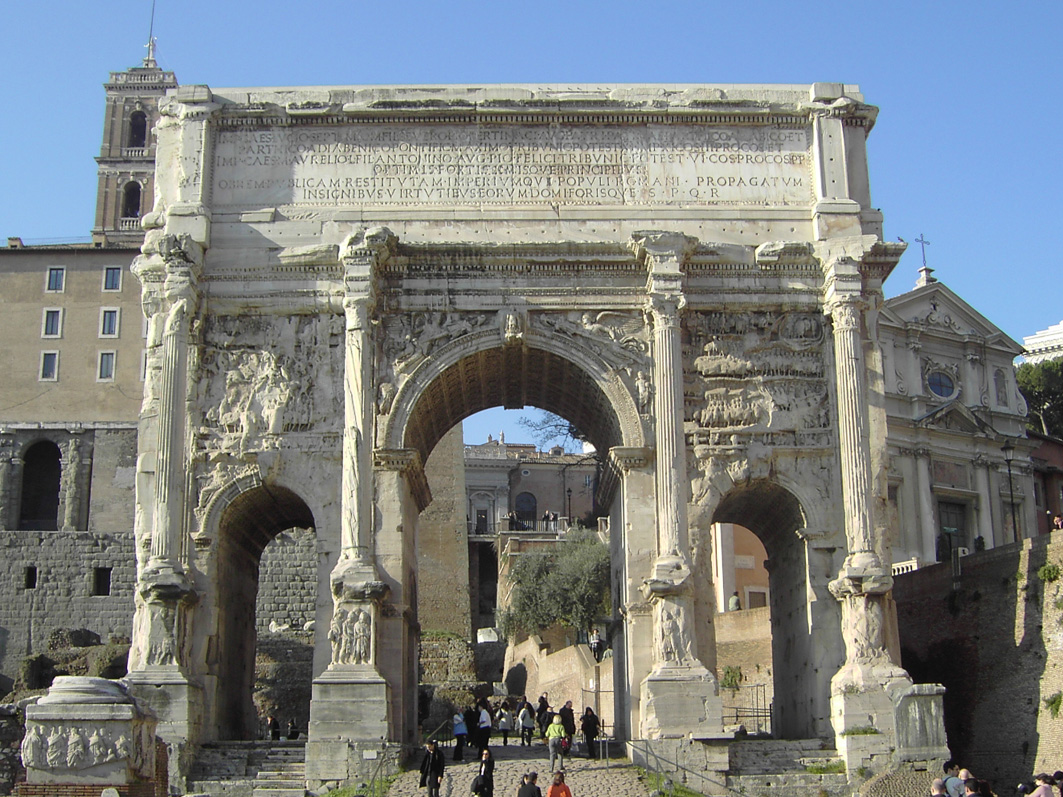
셉티미우스 세베루스 개선문

- 아카디우스 호노리우스 테오도시우스 개선문
- 아우구스투스 개선문
- 클라우디우스 개선문
- 클라우디우스의 개선문 목록
- 콘스탄티누스 개선문
- 돌라벨라와 실라누스 개선문
- 드루수스 개선문
- 드루수스와 게르마니쿠스 개선문
- 갈레누스 개선문
- 그라티안 발렌티니안 테오도시우스 개선문
- 야누스 개선문
- 렌툴루스와 크리스피누스 개선문
- 마르쿠스 아우렐리우스 개선문
- 네로 개선문
- 옥타비우스 개선문
- 피에타스 개선문
- 셉티미우스 세베루스 개선문
- 티베리우스 개선문
- 티투스 개선문 (막시무스 원형극장)
- 티투스 개선문 (로마 포룸)

### 원주

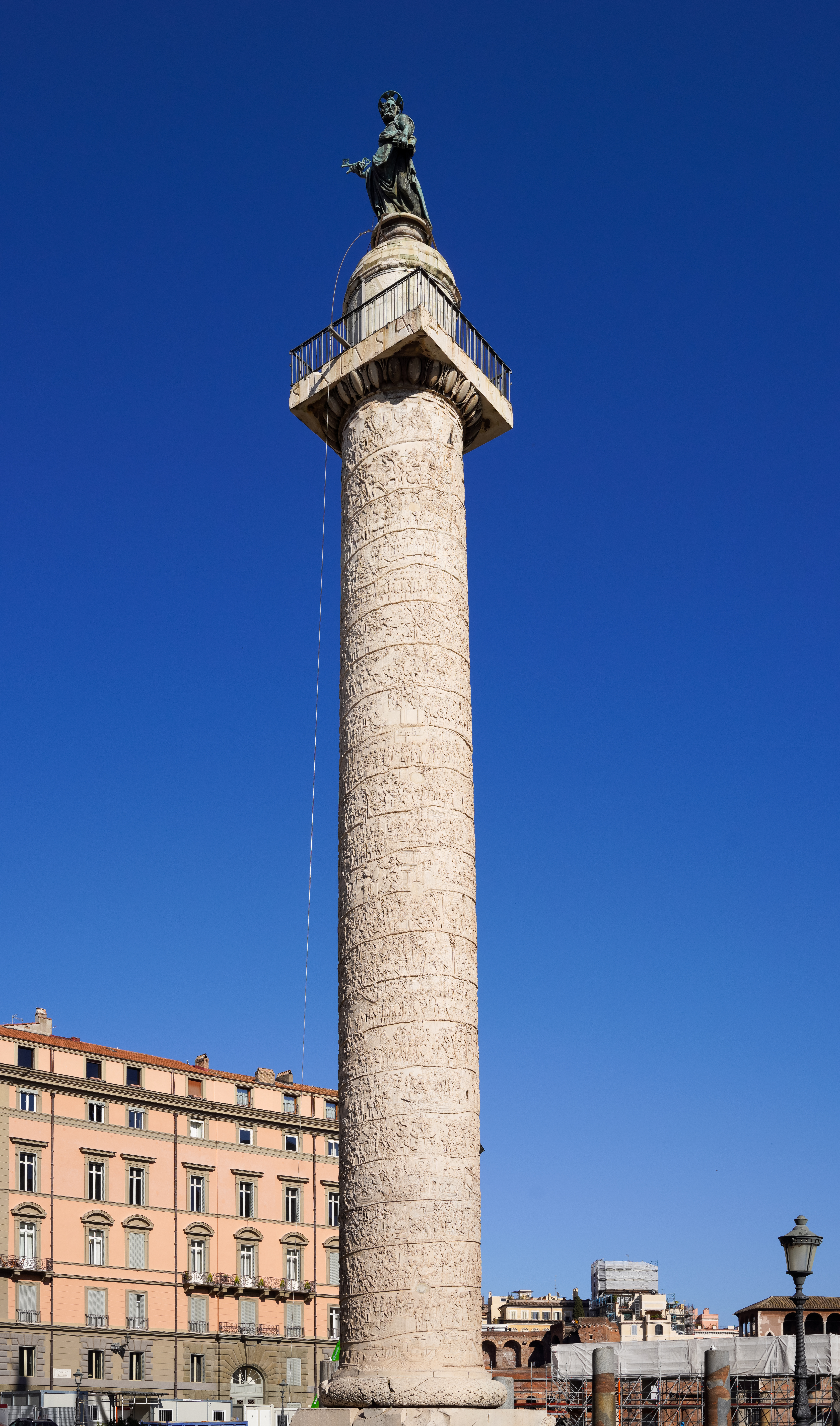
트라야누스 원주

- 안토니누스 피우스 원주
- 마르쿠스 아우셀리우스 원주
- 포카스 원주
- 데센날리아
- 트라야누스 원주

### 석상
- 콘스탄티누스 석상
- 네로 석상

### 무덤
- 카살 로톤도
- 세스티우스 피라미드
- 카이실리아 메텔리아 무덤
- 베이커 에우리사케스 무덤
- 게타 무덤
- 스시피노스 무덤

### 마우솔레움

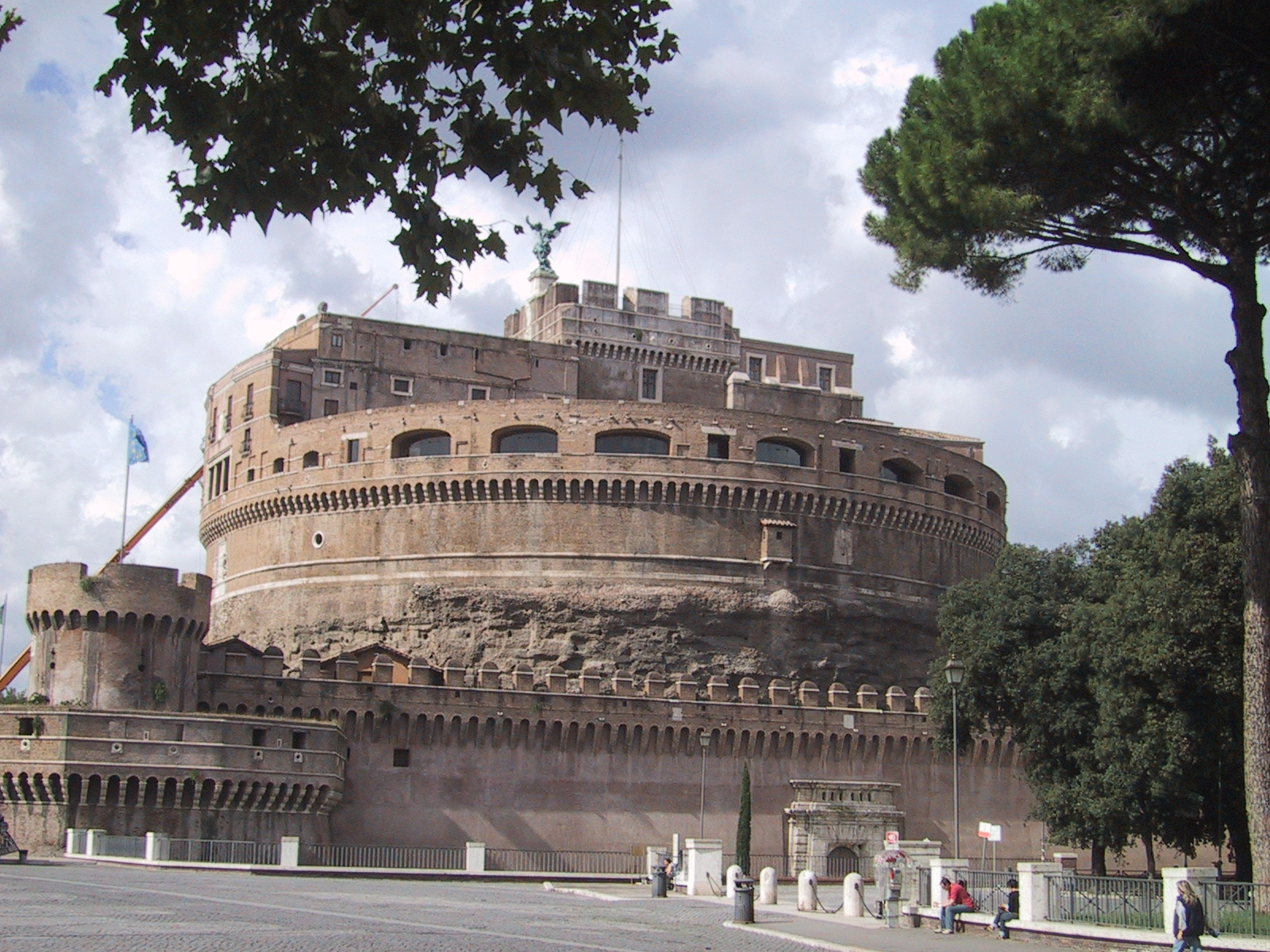
하드리아누스 마우솔레움

- 아우구스투스 마우솔레움
- 하드리아누스 마우솔레움
- 헬레나 마우솔레움
- 막센티우스 마우솔레움

## 종교

### 제단

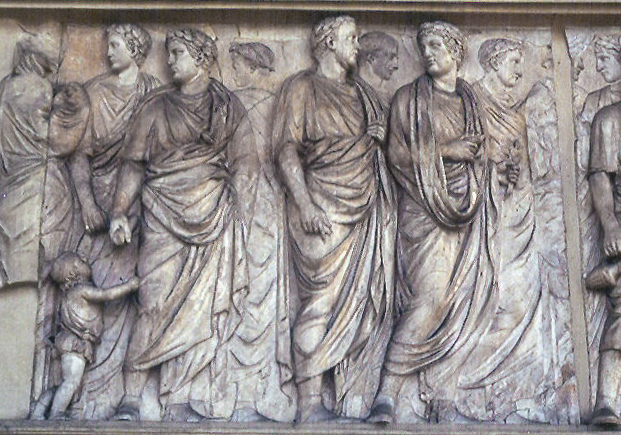
평화의 제단

- 평화의 제단
- 콘수스 제단
- 디스 파타르와 프로서핀 제단
- 도미티우스 아헤노바부스 제단
- 승리의 제단
- 헤라클레스 거대 제단

### 대성전 (초기 기독교 교회)
- 라테라노의 성 요한 대성전
  - 라테라노 세례당
- 구 성 베드로 대성전
- 성모 대성전
- 성 바오로 대성전
- 성 클레멘스 성당
- 성 세바스티아노 성당
- 쇠사슬의 성 베드로 성당
- 산타 콘스탄자 성당
- 산타 푸덴치아나 성당
- 산타 사비나 성당

### 신전

#### 아벤티노 언덕
- 보나 디아 신전
- 케레스 신전
- 디아나 아벤티나 신전
- 유노 레기나 신전
- 루나 신전
- 미네르바 신전

#### 카이리아노 언덕
- 클라우디우스 신전

#### 카피톨리노 언덕
- 유피테르 쿠스토스 신전
- 유피테르 페레트리우스 신전
- 유피테르 옵티무스 막시무스 신전
- 유피테르 토난스 신전
- 유노 모네타 신전
- 오프스 신전
- 베이오비스 신전

#### 캄푸스 마르티우스
- 판테온
- 아폴로 소시아누스 신전
- 벨로나 신전
- 카스토르와 폴룩스 신전
- 디아나 신전 (로마)
- 페로니아 신전
- 포르투나 에퀘스트리스 신전
- 하드리아누스 신전
- 헤르클레스 쿠스토스 신전
- 헤르클레스 무사룸 신전
- 이시스와 세라피스 신전
- 유노 레기나 신전
- 유피테르 스타토르 신전
- 유투르나 신전
- 라레스 신전
- 마르스 신전
- 미네르바 칼키디카 신전
- 넵투누스 신전

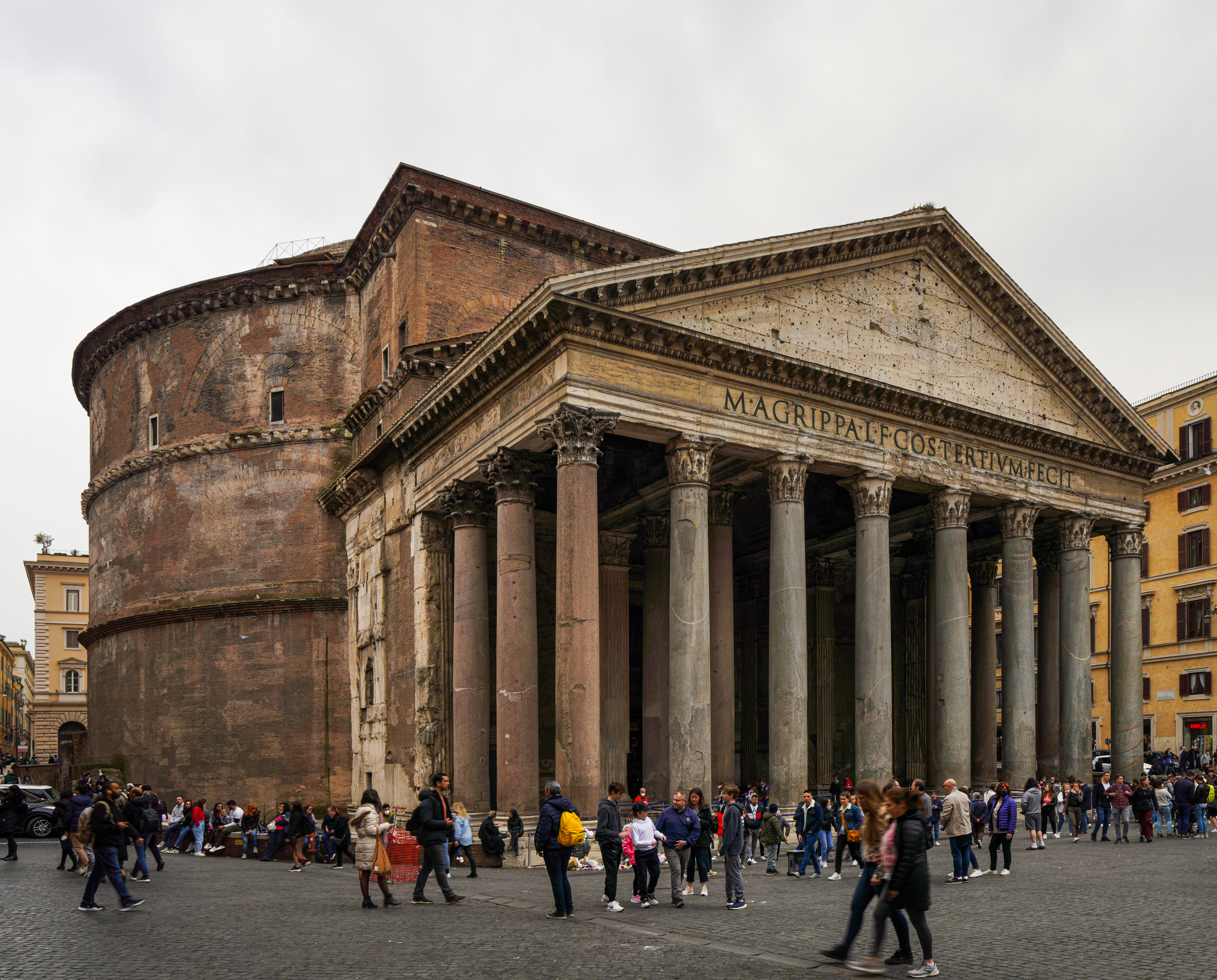
판테온

- 현재의 행운 신전 (Temple of the Fortune of the present day)
- 님프 신전
- 불카누스 신전

#### 에스퀼리노 언덕
- 유노 루시나 신전
- 미네르바 메디카 신전 (현존하지 않는 신전)
- 님파이움 - '미네르바 메디카 신전'이라고 불린다.

#### 포룸 보아리움

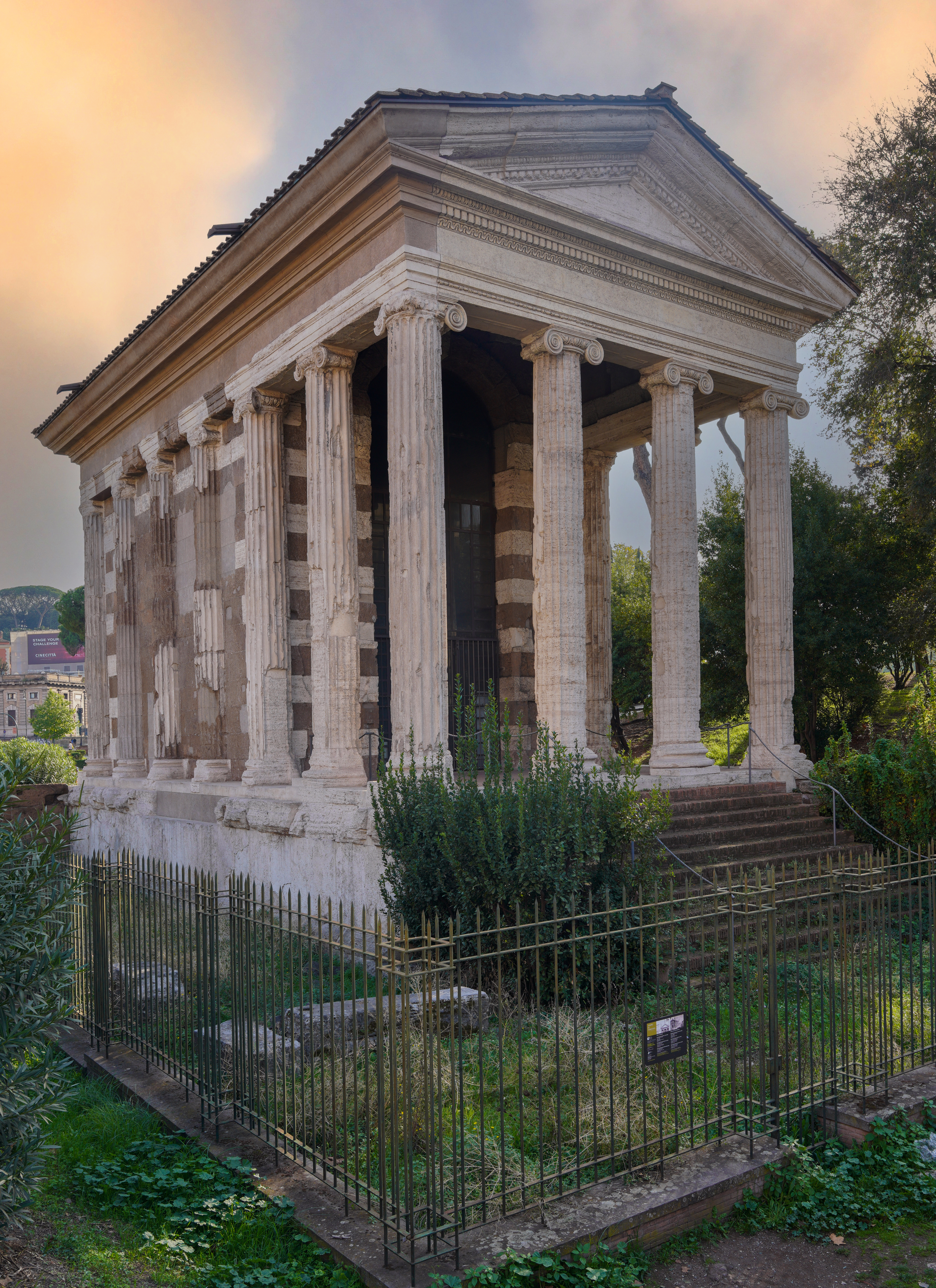
포르투누스 신전

- 헤라클레스 폼페이아누스 신전
- 헤라클레스 빅토르 신전
- 포르투나 신전
- 마테르 마투타 신전
- 포르투누스 신전
- 푸디시티아 파트리시아 신전

#### 포룸 홀리토리움
- 야누스 신전
- 유노 소스피타 신전
- 피에티 신전
- 스페스 신전
- 빅토리아 신전

#### 황제 포룸
- 마르스 울토르 신전
- 미네르바 신전
- 트라야누스 신전
- 평화의 신전
- 베누스 게네트릭스 신전

#### 팔라티노 언덕
- 엘라가발리움
- 아폴로 팔라티누스 신전
- 시벨레 신전
- 유노 소스피타 신전
- 승리의 신전

#### 퀴리날레 언덕
- 플라비아 겐스 신전
- 퀴리누스 신전
- 세라피스 신전

#### 티베르 섬
- 아스클레피우스 신전
- 파우누스 신전